# Рибейринья (Ангра-ду-Эроишму)
Рибейринья (порт. Ribeirinha) — район (фрегезия) в Португалии, входит в округ Азорские острова. Расположен на острове Терсейра. Является составной частью муниципалитета Ангра-ду-Эроижму. Население составляет 2733 человека на 2001 год. Занимает площадь 7,90 км².
Покровителем района считается Апостол Пётр (порт. São Pedro).